# Jacques Danican Philidor
Jacques Danican, anomenat Philidor le cadet, nascut el 1657 i mort el 1708, fou un compositor i músic francès.
Era el germà petit d'André Danican (Philidor l'aîné) i el pare de Pierre Danican. Com la major part dels membres de la seva família, ascendents i descendents, prestà servei a la Grande Écurie dels reis de França.